# Abramites
Abramites, rod tropskih slatkovodnih riba iz porodice Anostomidae, red Characiformes, raširenih po južnoameričkim rijekama.
To je manja riba do 15 centimetara dužine. Rod se sastoji, od zasada, dvije vrste, obje opisane u 19. stoljeću. Drže se i po akvarijima. A. eques živi samo u bazenu rijeke Magdalena u Kolumbiji

## Vrste
1. Abramites eques (Steindachner, 1878) slika  Arhivirana inačica izvorne stranice od 6. siječnja 2014. (Wayback Machine)
2. Abramites hypselonotus (Günther, 1868)[1]